# Sara Copia Sullam
Sara (Sarra) Copia (Coppia) Sullam, född 1592, död 1641, var en italiensk-judisk poet, författare och salongsvärd. Hon är känd för sin brevväxling med den katolske författaren och munken Ansaldo Cebà. 
Hon var född i en judisk familj, dotter till Simon och Ricca Copia och gift med Jacob Sullam. Cebà tycs ha varit förälskad i Sullam, och försökte övertala henne att konvertera till kristendomen, men hon vägrade, och paret möttes aldrig i verkligheten. Sullam ställdes år 1621 inför Inkvisitionen anklagad för kätteri efter att ha förnekat själens odödlighet. Hon avled dock av naturliga orsaker.